# Kościół św. Apostołów Filipa i Jakuba w Skomlinie
Kościół Świętych Apostołów Filipa i Jakuba – rzymskokatolicki kościół parafialny należący do parafii pod tym samym wezwaniem (dekanat Mokrsko archidiecezji częstochowskiej).

## Historia
Świątynia została wzniesiona w 1746 roku. Ufundowana została przez Władysława Bartochowskiego łowczego sieradzkiego i kasztelana wieluńskiego. Podczas II wojny światowej została ograbiona. Remontowana była w 1946 roku. W 2005 roku została poddana restauracji, razem z wymianą pokrycia dachu z blachy na gont.

## Architektura i wnętrze

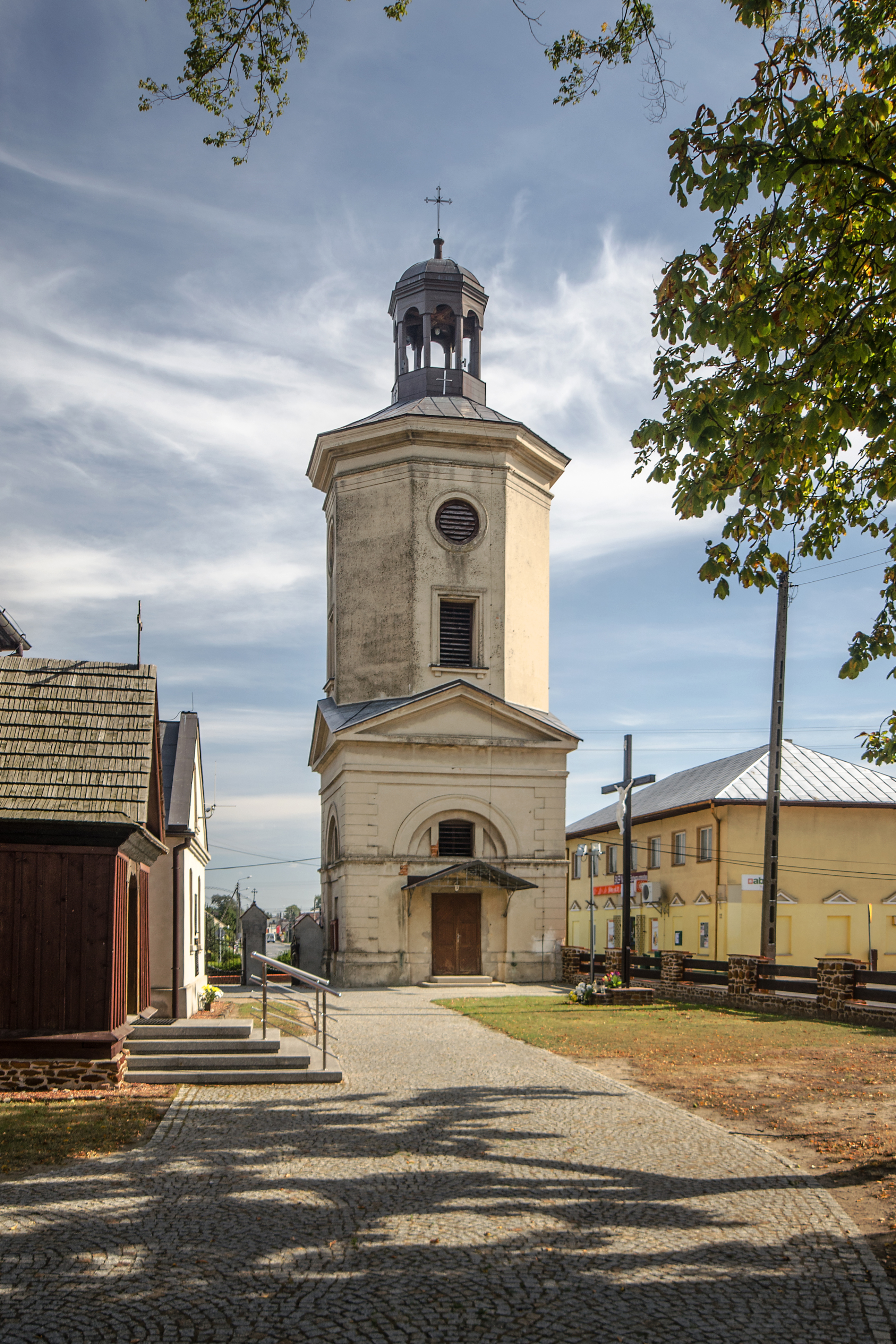
Dzwonnica

Budowla jest drewniana, trzynawowa, posiada konstrukcję zrębową. Świątynia jest orientowana, wybudowano ją z drewna modrzewiowego. Posiada prezbiterium mniejsze w stosunku do nawy, zamknięte trójbocznie z dobudowanymi z boku zakrystiami: murowaną i drewnianą. Od frontu są umieszczone kruchty z dwoma bocznymi wejściami, druga znajduje się z boku nawy. Kościół nakrywa dach dwukalenicowy, nakryty gontem, na dachu jest umieszczona ośmioboczna wieżyczka na sygnaturkę. Jest ona zwieńczona blaszanym dachem hełmowym z latarnią. Wnętrze jest podzielone dwoma rzędami kolumn na trzy części. Jest ono nakryte pozornym sklepieniem kolebkowym z płaskimi odcinkami bocznymi w nawie. Na chórze muzycznym znajduje się prospekt organowy. Belka tęczowa jest ozdobiona Grupą Ukrzyżowania. Polichromia iluzjonistyczna w stylu rokokowym, powstała w 1776 roku i jest dziełem K. Więckowskiego. Polichromia przedstawia Siedem Sakramentów z osobami ubranymi w stroje polskie (kontusze, podgolone czupryny) i postacie Apostołów, umieszczone na ścianach. Na stropie znajdują się sceny z życia Świętego Filipa i Jakuba. Polichromię uzupełnia wzornictwo roślinne i geometryczne. Ołtarz główny, dwa ołtarze boczne i ambona w stylu rokokowym, powstały w 2. połowie XVIII wieku. Chrzcielnica drewniana, w stylu barokowym, posiadająca miedzianą misę, pochodzi z 2 połowy XVIII wieku.